# Radio-cassette
 (mai 2025).
Si vous disposez d'ouvrages ou d'articles de référence ou si vous connaissez des sites web de qualité traitant du thème abordé ici, merci de compléter l'article en donnant les références utiles à sa vérifiabilité et en les liant à la section « Notes et références ».
 (mai 2025).

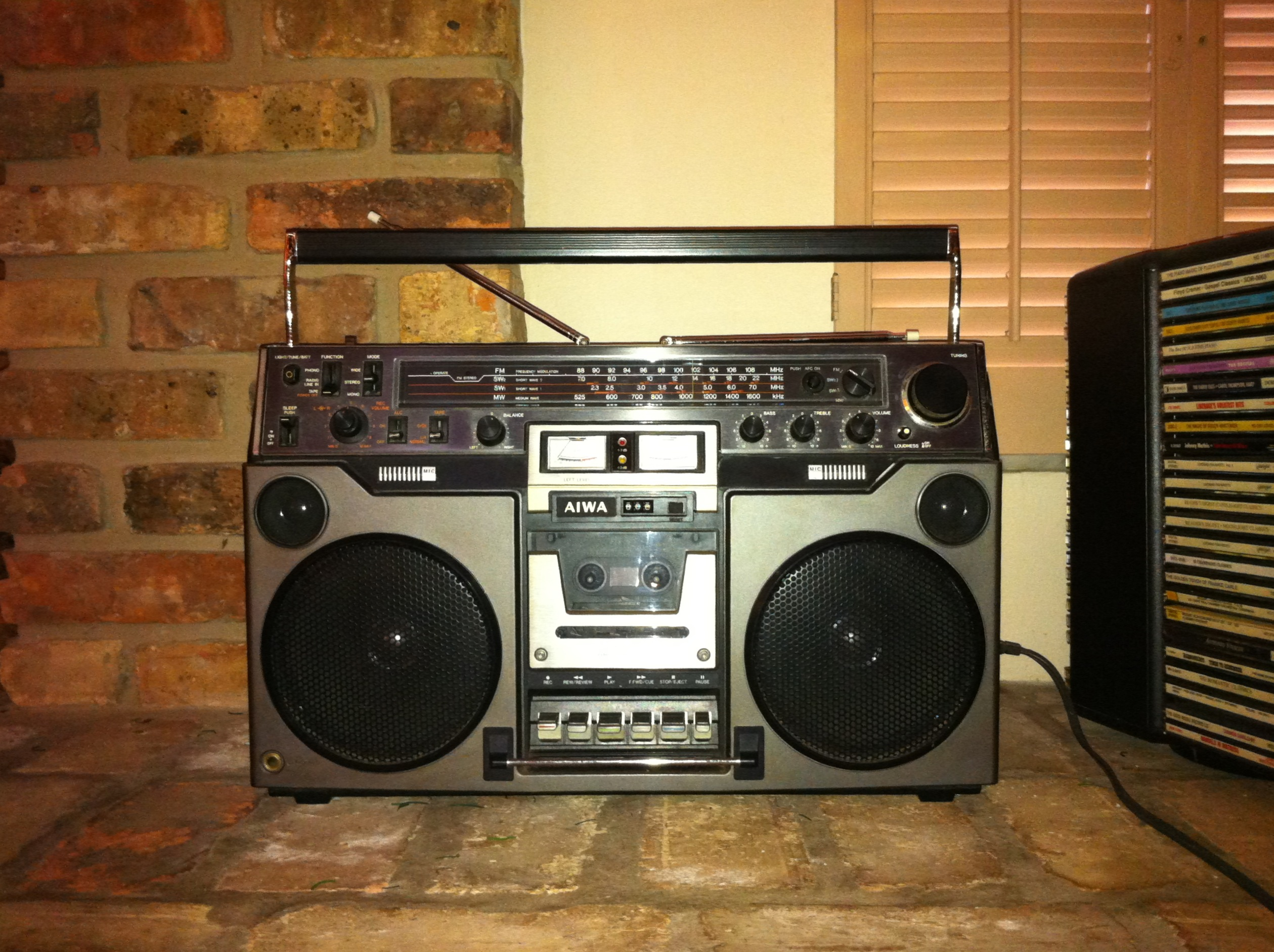
Un radio-cassette.

Un ou une radio-cassette, radiocassette ou plus familièrement un ghetto-blaster ou boombox est un appareil électronique permettant d'écouter à la fois des stations de radio et des enregistrements musicaux sur cassette (d'où son nom), puis sur CD depuis le début des années 1990, et équipé de haut-parleurs capables de restituer le son à un niveau élevé, tout en étant portable (grâce à un format relativement compact, à la présence d'une poignée, et à la possibilité d'être alimenté par des piles lorsque le réseau électrique n'est pas à proximité).
Certains sont équipés d'une télécommande. Les modèles les plus récents sont capables de lire des CD de données contenant des fichiers codés dans des formats comme le MP3. Certains sont aussi équipés d'un port USB pour y connecter des clés USB ou des baladeurs numériques, ou encore d'un lecteur de cartes mémoires, et peuvent ainsi en lire le contenu. 
De nombreuses marques ont fabriqué des radio-cassettes du plus petit au plus gros, bas de gamme ou très élaborés :  Sharp, JVC, Hitachi, Sanyo, Goldstar, Panasonic, Sony, Philips, Aiwa...
Les radio-cassettes sont largement associés à la culture urbaine des années 1980 (hip-hop et breakdance). Le radio-cassette est devenu un objet culte et emblématique d'une époque révolue. À ce titre, il existe un important merchandising : poster, bijoux, vêtements... À travers le monde, de très nombreux passionnés collectionnent des radio-cassettes et entretiennent leur passion sur des sites internet. 
Il est souvent utilisé pour représenter les habitants des ghettos afro-américains des années 1970 et 1980, on peut en voir dans un grand nombre de caricatures et de dessins humoristiques.

## Histoire

### Origines

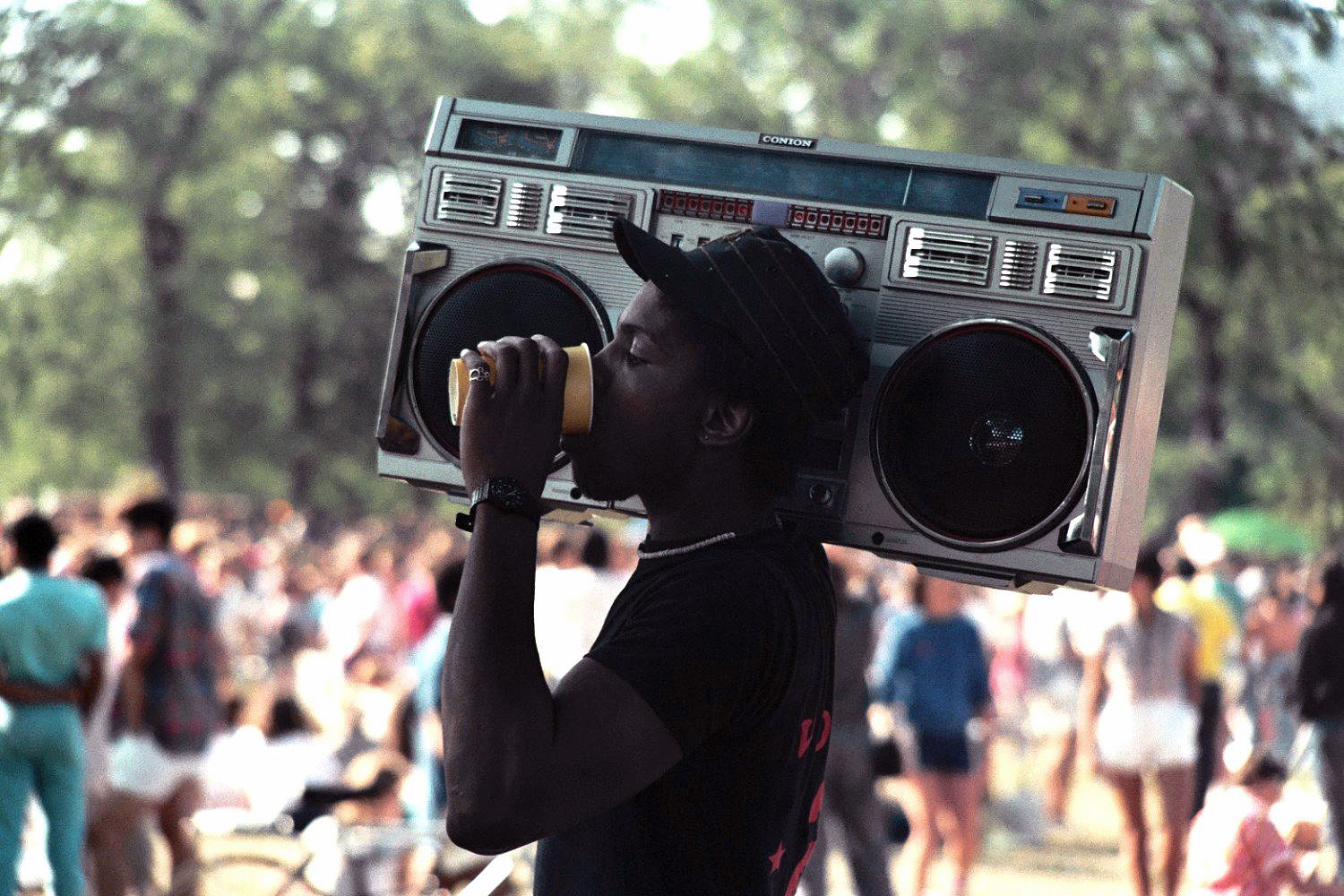
Personne portant un ghetto-blaster en 1985

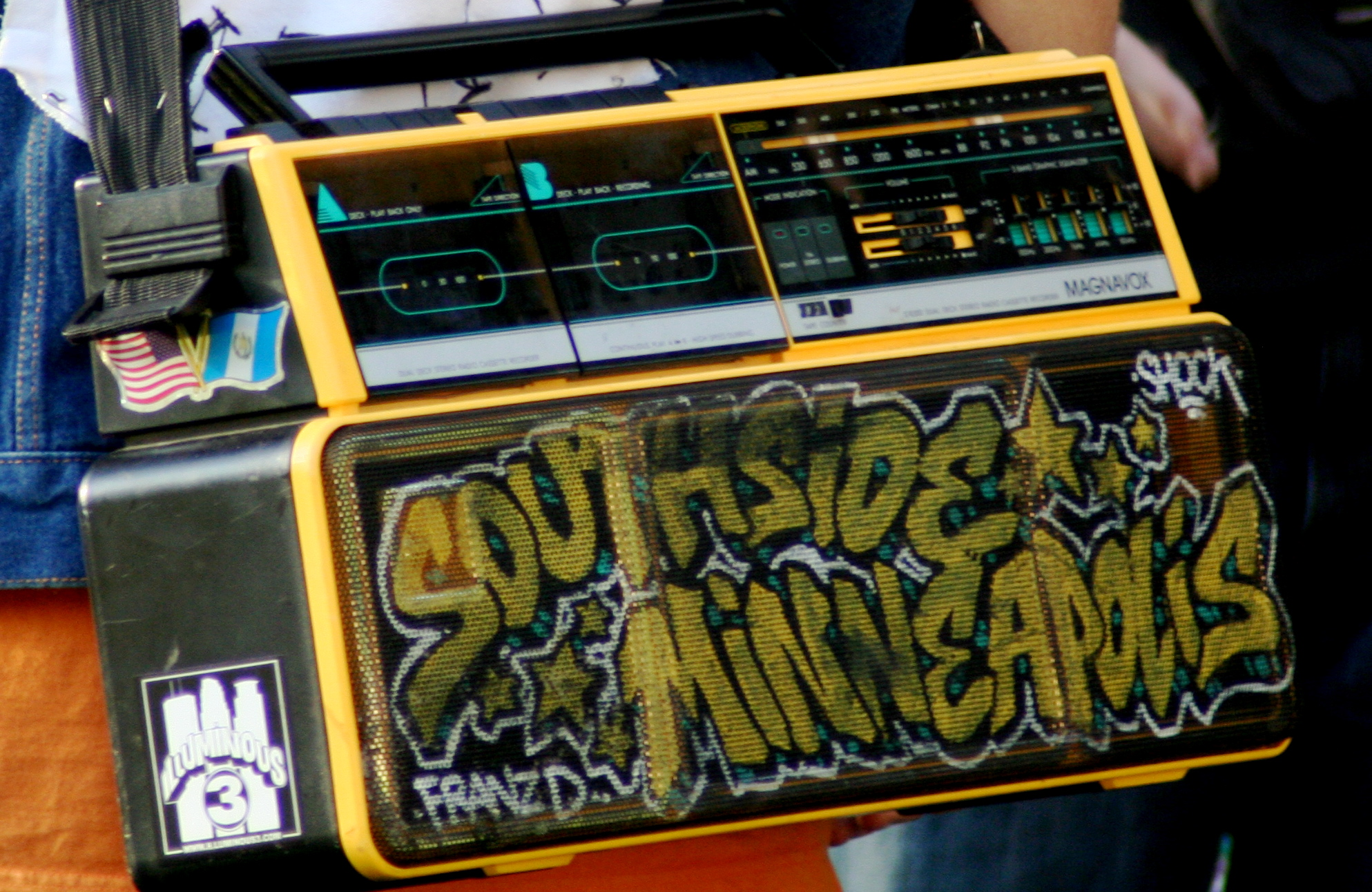
Un ghettoblaster Magnavox D8300 orné d'un graffiti.

Le ghettoblaster a émergé dans les années 1970 aux États-Unis. Conçu initialement pour être un dispositif audio portable capable de jouer de la musique à volume élevé dans des espaces publics, il combinait un lecteur de cassettes, une radio AM/FM, et, dans certains modèles, un enregistreur. Son développement était motivé par la demande croissante d'une expérience musicale collective et mobile, en particulier dans les communautés urbaines où la musique jouait un rôle central dans la vie sociale et culturelle. Les premiers modèles étaient assez volumineux et alimentés par de grandes batteries, ce qui reflétait l'importance accordée à la puissance sonore et à la portabilité.

### Apogée et popularité dans les années 1980
Dans les années 1980, le ghettoblaster est devenu un symbole emblématique de la culture de rue, en particulier dans les cercles du hip-hop et du breakdance. Sa capacité à diffuser de la musique avec une qualité sonore relativement élevée en fait un outil essentiel pour les DJ de rue, les danseurs et les amateurs de musique en général. Cette période a vu l'apparition de modèles de plus en plus sophistiqués, avec des fonctionnalités améliorées telles que la stéréo, des basses renforcées, et des capacités d'enregistrement avancées. Les ghettoblasters étaient souvent portés sur l'épaule, un geste qui symbolisait à la fois la fierté et la résistance culturelle. Leur design audacieux et leur taille imposante les rendaient visuellement frappants, contribuant ainsi à l'esthétique distinctive de l'époque.

### Déclin et héritage
À mesure que les années 1990 avançaient, la popularité des ghettoblasters a commencé à décliner, principalement en raison de l'émergence de technologies audio portables plus compactes et efficaces, telles que le Walkman et, plus tard, le Discman. Ces nouveaux appareils offraient une expérience d'écoute personnelle, marquant un départ significatif de la nature collective de la musique dans l'espace public caractéristique du ghettoblaster. Cependant, le ghettoblaster laisse derrière lui un héritage durable. Il est souvent célébré pour son rôle dans l'émergence et la popularisation de la culture hip-hop, ayant fourni une plateforme mobile pour l'expression musicale et la créativité dans des contextes urbains. Aujourd'hui, le ghettoblaster est à la fois un objet de nostalgie et un symbole de résistance culturelle, avec une résurgence dans certains cercles comme un élément rétro cool et un rappel de l'importance de la musique comme outil de rassemblement communautaire.

## Design

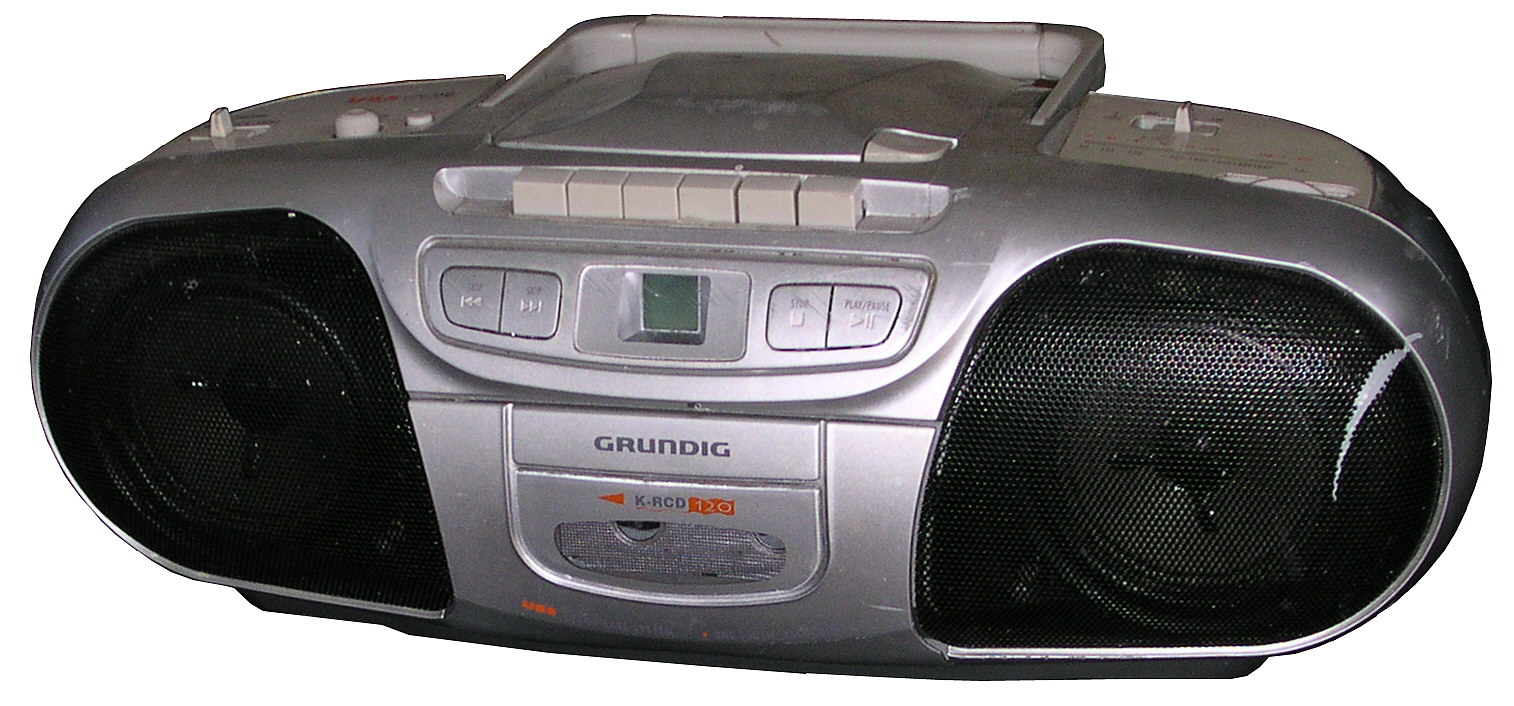
Un radio-cassette CD de marque Grundig.

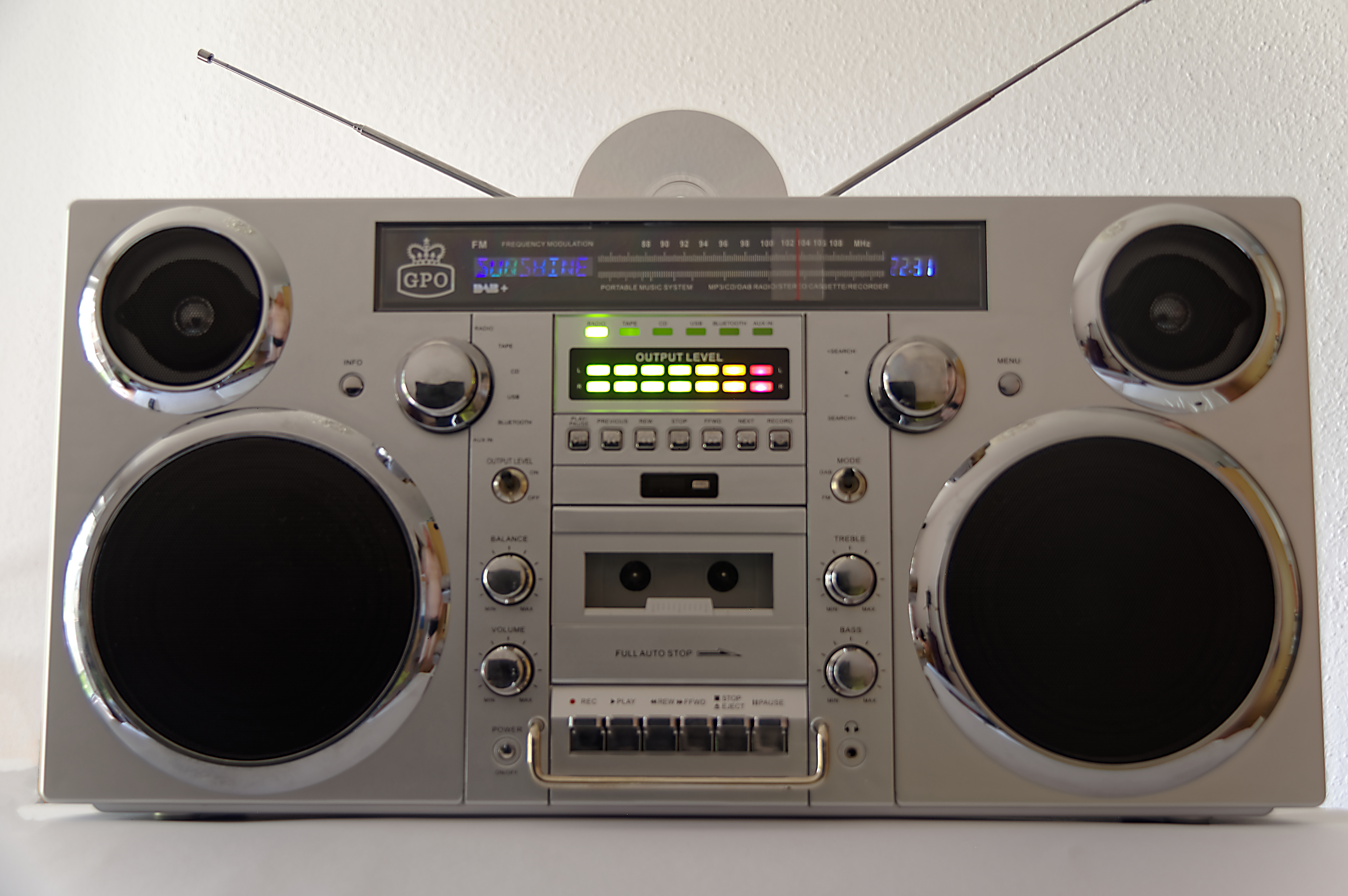
Un radio-cassette enregistreur DAB+/FM/MP3-CD/MP3-USB/Bluetooth

Le ghetto-blaster est large, dispose généralement de deux enceintes stéréo avec parfois deux twitters ou deux subwoofers afin d’augmenter les basses pour les plus grosses radios, et d'un lecteur de cassettes équipé d'un contrôleur de base (lecture, pause, avance rapide, etc.).
Souvent porté à l'épaule, le bras le tenant par le dessus, le ghetto-blaster mesure généralement environ 70 à 80 cm de large et pèse toujours très lourd, comme beaucoup d'objets électroniques de l'époque. Une caricature récurrente est celle du gangsta rap musclé du ghetto américain qui porte un ghetto-blaster diffusant du rap à haut volume.
Le design des radio-cassettes a largement évolué avec le temps. Initialement, ils se présentaient en général sous la forme de larges coffrets chromés, rectangulaires, aux coins anguleux, avec de nombreux éléments métalliques ou en alliage (cerclage des haut-parleurs, boutons et commutateurs). Ce type de radio-cassette a progressivement décliné au profit d'appareils plus compacts et légers, aux angles de plus en plus arrondis, souvent de couleur noire et faits de plastique. Bien-sûr, les vrais fans considèrent les années 1980 comme l'âge d'or du radio-cassette. Les collectionneurs conservent généralement l'aspect initial des radio-cassettes qu'ils restaurent, mais certains y rajoutent des modules bluetooth ainsi que des leds.

### Modèles Iconiques

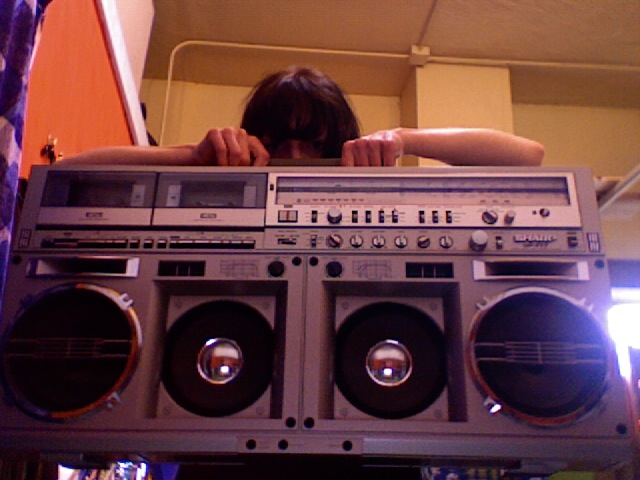
Un Sharp GF-777 sans grilles

Parmi les modèles les plus emblématiques de ghettoblasters, le JVC RC-M90 et le Sharp GF-777 se distinguent par leur design et leurs fonctionnalités avancées. Le JVC RC-M90, souvent appelé "King of Boomboxes", était réputé pour sa qualité sonore exceptionnelle et son design robuste. Le Sharp GF-777, de son côté, était connu pour être l'un des ghettoblasters les plus grands et les plus puissants sur le marché, doté de nombreuses fonctionnalités telles que la double cassette et un égaliseur graphique. Ces modèles, ainsi que d'autres de marques comme Sony, Panasonic, et Toshiba, ont marqué l'âge d'or du ghettoblaster par leur innovation et leur style audacieux.

## Médias et Cinéma
Les ghettoblasters ont marqué de leur empreinte tant le cinéma que la télévision et d'autres formes de médias, symbolisant souvent la culture de rue et la rébellion contre l'ordre établi. Dans les films des années 1980 et 1990, ils étaient fréquemment utilisés pour définir rapidement un contexte urbain ou un personnage rebelle. Des films comme "Do the Right Thing" de Spike Lee ont immortalisé le ghettoblaster comme un élément central de la culture urbaine, tandis que "Say Anything" a rendu iconique l'image de John Cusack tenant un ghettoblaster au-dessus de sa tête. Dans la télévision, des séries comme "The Fresh Prince of Bel-Air" ont utilisé le ghettoblaster pour souligner les influences culturelles des personnages. Ces apparitions ont contribué à solidifier le statut du ghettoblaster comme un symbole de la culture pop des années 1980 et 1990.

### Apparitions notables
- Il apparaît notamment dans le clip Da Funk du groupe de house français Daft Punk, clip réalisé par Spike Jonze en 1996. On peut y voir un homme-chien se promener dans les rues de New York avec un ghetto-blaster diffusant la musique du clip.
- Cet objet joue également un rôle esthétique majeur dans le film Do the Right Thing de Spike Lee.
- Il est utilisé comme gadget meurtrier dans le film Tuer n'est pas jouer.
- Travis Barker a un ghetto-blaster tatoué sur l'abdomen.
- Il inspire aussi le titre d'un album de David Guetta, Guetta Blaster (2004).
- Ghetto Blastah (2013) est aussi le titre d'un clip musical, et donc d'une chanson, de l'auteur norvégien dubstep Aleksander Vinter, alias Savant.
- Au tout début du court-métrage Kung Fury on peut apercevoir dès les premières secondes au premier plan un ghetto-blaster au pied du gang puis porté par un individu armé.